# Куррат, Дитер
Ди́тер Курра́т (нем. Dieter Kurrat; 15 мая 1942, Дортмунд, Вестфалия — 27 октября 2017, Хольцвиккеде, Северный Рейн-Вестфалия) — западногерманский футболист и футбольный тренер, один из ключевых игроков в истории дортмундской «Боруссии».

## Биография

### Игровая карьера
Куррат всю футбольную карьеру играл за дортмундскую «Боруссию», за которую дебютировал в 1960 году в Оберлиге. Несмотря на свой невысокий рост, который достигал 162 сантиметра, Куррат был цепким защитником и успешно действовал против атакующих игроков.
В составе «шмелей» Куррат отыграл 14 сезонов, выиграв чемпионский титул 1963 года и Кубок Германии 1965 года, а также в 1966 году выиграл Кубок обладателей кубков после победы в финале над английским «Ливерпулем» со счётом 2:1.
В 1974 году Куррат перешёл в «Хольцвиккеде», в которой также был играющим тренером.

### Смерть
Скончался 27 октября 2017 года в Хольцвиккеде в возрасте 75 лет.

## Достижения
«Боруссия» (Дортмунд)
- Чемпион ФРГ (1) : 1962/63
- Обладатель Кубка Германии (1) : 1964/65
- Обладатель Кубка обладателей кубков УЕФА (1) : 1966